# Acanthodelta rothkirchi
Acanthodelta rothkirchi är en fjärilsart som beskrevs av Embrik Strand 1914. Acanthodelta rothkirchi ingår i släktet Acanthodelta och familjen nattflyn. Inga underarter finns listade i Catalogue of Life.